# Дневна соба
Дневна соба је просторија у кући или у стану која служи за одмарање, или неке друге активности. У већини домова дневна соба служи за пријем и смештај гостију, нарочито у домовима који немају собе предвиђене за такве догађаје. У великим, формалним домовима, дневна соба је често мали приватни дневни боравак поред спаваће собе, као што су Квинсова дневна соба и Линколнова дневна соба Беле куће. После Првог светског рата дневна соба је била најмање коришћени простор у кући, а називала се и соба смрти.
Уобичајени намештај који се може наћи у дневној соби је: софа, столица, сто, полица за књиге, телевизор, огњиште итд.

## Преглед
У домовима који немају салон или породичну собу, дневна соба може такође да функционише као салон за госте. Предмети у дневним собама се могу користити „да подстичу и посредују у размишљању о значајним особама, као и да регулишу количину жељене интимности са гостима.“
Типична западњачка дневна соба може да садржи намештај као што је софа, столице, повремено столове, столиће, полице за књиге, телевизоре, електричне лампе, простирке или други намештај. У зависности од климе, дневне собе би традиционално садржале камин, из времена када је то било неопходно за грејање. У јапанској дневној соби, која се зове вашицу, под је прекривен татамијем, резаним простиркама, на којима људи могу удобно да седе. Такође се обично састоје од шоџија, фусума и рама који омогућавају да простор буде веома минималистички и кохезиван. Јапански концепти дизајна дневне собе били су у супротности са идеалима Велике Британије и Новог Зеланда на начин на који је јапанска култура веровала у загревање особе, уместо дома. Ово се састојало од поседовања преносивог хибачија за потребе кувања, а не за грејање, док су људи у Великој Британији и на Новом Зеланду користили камине за загревање простора, а не за потребе кувања. Јапански културни системи веровања утицали су на њихове карактеристике дизајна на начин да орнаментација треба да буде минимална уз укључивање природних елемената.

## Од салона до дневне собе
Све до касног 19. века, предњи салон је био просторија у кући која се користила за формалне друштвене догађаје, укључујући и место где су недавно преминули били положени пре њихове сахране. Ова соба се традиционално користила само недељом или за формалне прилике као што су церемоније преминулих чланова породице пре одговарајуће сахране; то је била тампон зона између јавног и приватног простора унутар куће. Недеље се сада чешће користе за гледање фудбала на великим телевизорима у боји, што је довело до тога да веће породичне собе постају популарније током 1970-их. Термин „дневна соба“ се првобитно налази у декоративној литератури 1890-их, где се дневна соба схвата као одраз личности дизајнера, а не као део викторијанских конвенција тог времена. Само имућни су могли да приуште неколико соба унутар простора као што су салони, библиотеке, дневни боравак и собе за пушаче.
За промену терминологије заслужан је Едвард Бок због његове акредитације за чланак у часопису Ladies' Home Journal. Чланак је био посебно намењен женама и пружио им је потпору популарног садржаја у контексту дизајна дома по приступачној цени и Бокову визију идеалног америчког домаћинства и улоге жена. Бок је чврсто веровао да у простору треба „живети“ уместо да постоји скупо намештена соба која се ретко користи у домаћинству. Он је промовисао ново име како би подстакао људе да користе собу у свом свакодневном животу као простор за окупљање.

## Еволуција модерне дневне собе
Дизајнери ентеријера и архитекте током времена су континуирано проучавали кориснике у простору како би дизајнирали оно што најбоље одговара њиховим потребама и жељама. Версајска палата краља Француске, Луја XIV, може се сматрати једном од најраскошније уређених дневних соба у касним 1600-им. Током владавине краља Луја XIV успостављен је архитектонски стил Луја XIV или Луј Каторз. Овај стил се такође може идентификовати као француски класицизам и имао је утицај на друге земље. То је укључивало храбру употребу мермерних и бронзаних материјала. Луј XIV је радио заједно са Лујем ле Воом и Огустен-Шарл д'Авилом на дизајну парадних станова, иначе познатих као формалне собе, што се обично састојало од дискусије и вођења послова. Такође су дизајнирали, appartements de commodité, што су биле собе у којима су власници кућа могли да се опусте и одмарају. Овај стил, познат као стил Луја XV, или Луј Каторз, дизајниран је намерно да комбинује формалност са новим нивоом удобности који су људи тек требало да открију. Шарлс Етјен Бризо, француски архитекта чији је архитектонски стил био проминтно Луј Каторз, објавио је дело са насловом Architecture moderne ou L’art de bien bâtir 1728. године, у коме је увео комфор који је касније постао опсесија да се оствари специфична материјалност и намјештај у унутрашњости простора. Његов утицај је почео у Паризу, у Француској, а затим се брзо проширио по Европи и привукао пажњу власника богатих и раскошних здања.
Индустријска револуција се појавила током касних 1700-их и у потпуности померила Америку од занатског и ручно извођених процеса у друштво у којем је доминирала индустрија производње машинама. Ово је омогућило производњу столица, столова, сијалица, телеграфа и радија који су омогућили друштву да их купи по разумној цени и да их дода у свом дому. Успон индустријске револуције одиграо је огромну улогу у напретку дневне собе, јер су због масовне производње декоративни предмети постали доступнији средњој класи.
Пример ове еволуције је кућа Милер коју је дизајнирао Иро Саринен. Саринен је знао да жели да дизајнира дневну собу не само у одговарајућем архитектонском стилу, већ да има „конверзациону јаму“ која би спустила кориснике на земљу чинећи да се осећају мало „приземљенијима“. То је подстакло релаксацију и разговор, те је Милерова кућа била један од првих простора који је славио и увео конверзациону јаму. Архитектонски стил Милерове куће био је познат као модерна средине века, што је указивало на то да је уведен после Другог светског рата између 1945. и 1960. Покрет је био повезан са минималним украсима, једноставношћу, честитим материјалима и вештином израде.